# Välvingen
Välvingen är en sjö i Umeå kommun i Västerbotten och ingår i Umeälvens huvudavrinningsområde.